# CR164 (Luxemburg)
De CR164 (Chemin Repris 164) is een verkeersroute in het zuiden van Luxemburg tussen Mondercange (CR172) en Dudelange (N31). De route heeft een lengte van ongeveer 10 kilometer.

## Routeverloop
De route begint in Mondercange in zuidwestelijke richting aan de CR172. Via bebouwd gebied van Mondercange en Foetz bereikt het de open velden gelegen tussen Foetz en Bergem. Tussen Mondercange en Foetz geeft de CR164 aansluiting aan de snelwegen A4 en A13. De CR164 gaat naar de N13 in Bergem toe en gaat daar voor een klein stukje over heen, om vervolgens in zuidelijke richting naar Noertzange te gaan. Hierbij wordt onderweg het riviertje de Alzette overgestoken. In Noertzange geeft de route aansluitingen aan de CR168 en twee maal aan de CR165. Tevens passeert de route het treinstation van Noertzange. Na Noertzange stijgt de route geleidelijk in hoogte in de richting van de Budersberg die bij de gelijknamige plaats ligt. De CR164 zal echter niet direct langs de berg gaan, dat doet de CR164a. In Budersberg gaat de CR164 naar Dudelange toe om daar aan te sluiten op de N31.

## Plaatsen langs de CR164
- Mondercange
- Foetz
- Bergem
- Noertzange
- Budersberg
- Dudelange

## CR164a
De CR164a is een verbindingsweg in Budersberg. De route van ongeveer 600 meter verbindt de CR164 met de N31 langs de berg Budersberg.
Tot 1995 lag de CR164a in Noertzange en niet in Budersberg. Het verbond het stationsgebouw van het treinstation Noertzange met de CR164. Deze route had destijds een lengte van ongeveer 350 meter.
CR101 ·
CR102 ·
CR103 ·
CR104 ·
CR105 ·
CR106 ·
CR107 ·
CR108 ·
CR109 ·
CR110 ·
CR111 ·
CR112 ·
CR113 ·
CR114 ·
CR115 ·
CR116 ·
CR117 ·
CR118 ·
CR119 ·
CR120 ·
CR121 ·
CR122 ·
CR123 ·
CR124 ·
CR125 ·
CR126 ·
CR127 ·
CR128 ·
CR129 ·
CR130 ·
CR131 ·
CR132 ·
CR133 ·
CR134 ·
CR135 ·
CR136 ·
CR137 ·
CR138 ·
CR139 ·
CR140 ·
CR141 ·
CR142 ·
CR143 ·
CR144 ·
CR145 ·
CR146 ·
CR147 ·
CR148 ·
CR149 ·
CR150 ·
CR151 ·
CR152 ·
CR153 ·
CR154 ·
CR155 ·
CR156 ·
CR157 ·
CR158 ·
CR159 ·
CR160 ·
CR161 ·
CR162 ·
CR163 ·
CR164 ·
CR165 ·
CR166 ·
CR167 ·
CR168 ·
CR169 ·
CR170 ·
CR171 ·
CR172 ·
CR173 ·
CR174 ·
CR175 ·
CR176 ·
CR177 ·
CR178 ·
CR179 ·
CR180 ·
CR181 ·
CR182 ·
CR183 ·
CR184 ·
CR185 ·
CR186 ·
CR187 ·
CR188 ·
CR189 ·
CR190
CR200 ·
CR201 ·
CR202 ·
CR203 ·
CR204 ·
CR205 ·
CR206 ·
CR207 ·
CR208 ·
CR210 ·
CR211 ·
CR212 ·
CR213 ·
CR215 ·
CR216 ·
CR217 ·
CR218 ·
CR219 ·
CR220 ·
CR221 ·
CR222 ·
CR223 ·
CR224 ·
CR225 ·
CR226 ·
CR227 ·
CR228 ·
CR229 ·
CR230 ·
CR231 ·
CR232 ·
CR233 ·
CR234
CR301 ·
CR302 ·
CR303 ·
CR304 ·
CR305 ·
CR306 ·
CR307 ·
CR308 ·
CR309 ·
CR310 ·
CR311 ·
CR312 ·
CR313 ·
CR314 ·
CR315 ·
CR316 ·
CR317 ·
CR318 ·
CR319 ·
CR320 ·
CR321 ·
CR322 ·
CR323 ·
CR324 ·
CR325 ·
CR326 ·
CR327 ·
CR328 ·
CR329 ·
CR330 ·
CR331 ·
CR332 ·
CR333 ·
CR334 ·
CR335 ·
CR336 ·
CR337 ·
CR338 ·
CR339 ·
CR340 ·
CR341 ·
CR342 ·
CR343 ·
CR344 ·
CR345 ·
CR346 ·
CR347 ·
CR348 ·
CR349 ·
CR350 ·
CR351 ·
CR352 ·
CR353 ·
CR354 ·
CR355 ·
CR356 ·
CR357 ·
CR358 ·
CR359 ·
CR360 ·
CR361 ·
CR362 ·
CR364 ·
CR365 ·
CR366 ·
CR367 ·
CR368 ·
CR369 ·
CR370 ·
CR371 ·
CR372 ·
CR373 ·
CR374 ·
CR375 ·
CR376 ·
CR377 ·
CR378 ·
CR379
Routes die cursief vermeld staan, zijn voormalige routes.